# Les Aventures singulières
Les Aventures singulières est un recueil de nouvelles d’Hervé Guibert paru aux Éditions de Minuit en 1982. Ce texte peut être considéré comme un roman autobiographique car l’auteur y décrit neuf épisodes de sa vie intime.

## Commentaires
(septembre 2010).
Si vous disposez d'ouvrages ou d'articles de référence ou si vous connaissez des sites web de qualité traitant du thème abordé ici, merci de compléter l'article en donnant les références utiles à sa vérifiabilité et en les liant à la section « Notes et références ».
Cet assemblage de textes préfigure l’œuvre romanesque à venir. L’éventail des axes de l’œuvre se déploie : discours amoureux, sensualité, relation à la mort, importance du désir homosexuel, ambiguïté de la relation à l’enfant, recherche de l’inspiration, univers fantasmagorique. La dernière nouvelle relate sa rencontre avec l'actrice, Gina Lollobrigida.